# Río Brianka
El río Brianka (del ruso: Брянка) es un río de la Rusia asiática que discurre por la república de Buriatia. Es un afluente por la orilla izquierda del río Uda, por lo que es un subafluente del Yeniséi por el Selengá y por el Angará.

## Geografía
El Brianka nace en la vasta región de media montaña que, situada al este de Buriatia, constituye la prolongación sudoeste de la meseta del Vitim (en ruso: Витимское плоскогорье - Vitímskoye ploskogore), y que limita al noroeste con los montes Yáblonoi. El río discurre globalmente en dirección norte.
El Brianka permanece bajo el hielo desde la segunda quincena del mes de octubre o principios de noviembre hasta finales de abril o principios de mayo.

## Afluentes
- El río Ilka (Илька) (orilla derecha)

## Localidades atravesadas
- Nóvaya Brian
- Zaigrayevo

## El Brianka y el Transiberiano
La sección Ulán-Udé-Chitá del ferrocarril Transiberiano discurre paralelo al curso inferior del Brianka, desde su confluencia con el Uda hasta la desembocadura del Ilka. Posteriormente coge el valle de este último, y la cuenca del río Baliaga, afluente del Jilok en dirección a la ciudad de Chitá.

## Hidrometría
El Brianka es un río poco abundante y muy irregular. Su caudal ha sido observado durante 29 años (1954-1982 en la estación RZD.N28, situada a 12 km de su desembocadura en el Uda, a una altitud de 542 m.
El caudal interanual medio observado durante este periodo fue de 4.36 m³/s para una superficie estudiada de la práctica totalidad de la cuenca. La lámina de agua que se vierte en esta cuenca asciende a 31 mm por año, que puede ser considerada como francamente mediocre. Es un río alimentado por la fusión de las nieves, aunque también por las lluvias de verano, por lo que tiene un régimen nivopluvial.
Las crecidas se desarrollan de finales de primavera hasta otoño, del mes de abril al mes de octubre inclusive, con una cima en mayo que corresponde al deshielo y la fusión de las nieves. La cuenca se beneficia de precipitaciones en todas las estaciones, en forma de lluvia en verano, lo que explica que los caudales de julio a septiembre-octubre sea sostenido. En octubre y en noviembre, el caudal cae rápidamente, lo que constituye el inicio del periodo de estiaje, que tiene lugar de finales de noviembre a marzo inclusive, y corresponde a las heladas que se abaten por toda Siberia.
El caudal mensual medio observado en marzo (mínimo de estiaje) es de 0,22 m³/s, mientras que el de mayo alcanza los 12,1 m³/s, lo que subraya las variaciones estacionales de amplitud muy elevada. En los 26 años del periodo de observación de 26 años, el caudal mensual mínimo fue de 0,01 m³/s (diez litros) en marzo de 1962, mientras que el máximo se elevó en mayo de 1966 a 40,3 m³/s.
En lo que concierne al periodo libre de hielo (de mayo a septiembre), el caudal mensual mínimo se dio en julio de 1981 y fue de 2,52 m³/s.
| Caudal medio mensual del Brianka en la estación hidrométrica RZD.N28 (Datos calculados en 26 años, 1954-82, en m³/s) |
| |